# Guillaume François
Guillaume François (Libramont-Chevigny, 3 giugno 1990) è un calciatore belga, difensore dell'Union Saint-Gilloise.

## Carriera

### Club
Ha giocato nella prima divisione belga.

### Nazionale
Ha giocato nelle nazionali giovanili belghe Under-17, Under-18, Under-19 ed Under-21.

## Palmarès

### Club

#### Competizioni nazionali
- Division 1B: 1

Union Saint-Gilloise: 2020-2021
- Coppa del Belgio: 1

Union Saint-Gilloise: 2023-2024
- Supercoppa del Belgio: 1

Union Saint-Gilloise: 2024
- Campionato belga: 1

Union Saint-Gilloise: 2024-2025